# میندزیژچ
میندزیژچ (لهستانی: Międzyrzecz؛ ‏[mʲɛnˈd͡zɨʐɛt͡ʂ]) شهرکی در غرب لهستان واقع در شهرستان میندزیژچ در استان لوبوسکی است که مطابق آمار سال ۲۰۲۰ در حدود ۱۷٬۶۶۷ نفر جمعیت دارد. منطقه شهری میندزیژچ وسعتی در حدود ۱۰٫۲۶ کیلومتر مربع را در بر می‌گیرد.
او شهرک در میان دو رود واقع شده و نامش هم برگرفته از واژهٔ بین‌النهرین است. پس از جنگ جهانی اول و قیام لهستان بزرگ این شهرک مطابق پیمان ورسای جزئی از خاک جمهوری وایمار شد. در دوران جنگ جهانی دوم نیروهای آلمان نازی طی عملیات تی۴ بیش از ۱۰٬۰۰۰ نفر از سکنه این شهر را که بیشترشان افراد ناتوان یا دچار بیماری‌های روحی-ذهنی بودند، و همچنین تعدادی اسید جنگی و مخالفان سیاسی به قتل رساندند. در روزهای پایانی جنگ جهانی دوم، این شهر به اشغال نیروهای ارتش سرخ درآمد و بعدها به جمهوری خلق لهستان بازگردانده شد.